# Edvard Ehlers
Edvard Laurits Ehlers (26. marts 1863 i København – 7. maj 1937) var en dansk læge og politiker, søn af Edvard Diderik Ehlers. 
Ehlers blev student fra Borgerdydskolen på Christianshavn 1880, cand. med. 1887, reservelæge ved Kommunehospitalets afdeling for hud- og kønssygdomme 1890-93, dr.med. 1891, titulær professor 1902, leder af Frederiks Hospitals og senere af Rigshospitalets dermatologiske klinik 1906-11 og overlæge ved Kommunehospitalets afdeling IV 1911. Han har givet navn til bindevævssygdommen Ehlers-Danlos syndrom.
Ehlers indlagde sig betydelig fortjeneste i Danmark ved sine omfattende studier af prostitutionsspørgsmålet, den internationale berømmelse nåede han ved sine studier af
spedalskhedens (lepraens) former og geografiske udbredelse. 
Ehlers undersøgte – ofte efter opfordring af de pågældende landes regering – sygdommen i Norge, på Island, på Balkanhalvøen, i Spanien, på Kreta, i Bosnien og i Frankrig. 
Ehlers fandt ny arnesteder for sygdommen, ligesom han konstaterede, at der var en mulighed for dens udryddelse gennem patienternes isolering i spedalskhedsasyler. Støttet af The independent Order of the Odd-fellows danske afdeling fik han sådanne oprettet på
Island 1898 og på St Croix 1904. 
Som et led i kampen mod den internationale fare, som sygdommen er, indstiftede Ehlers
spedalskhedskonferencerne, af hvilke den første afholdtes i Berlin 1897, og det internationale tidsskrift Lepra, hvis hovedredaktør han var fra 1900. Han ledede den dansk-franske spedalskhedsekspedition til Dansk-Vestindien 1909. 
Ehlers blev hædret med optagelse i en stor mængde udenlandske lærde selskaber og med høje dekorationer. Desuden tildeltes hamPrinsen af Wales' pris,
Prix Hugo og Prix Monbinne. Han var bl.a. æresdoktor ved universiteterne i Paris (1921) og Strasbourg (1923). Han var Kommandør af 1. grad af Dannebrogordenen og Dannebrogsmand. På senere år lå forsorgen for syfilitiske børn ham på sinde, og han var blandt de ledende ved stiftelsen af Welanderhjemmet i København. 
Han var formand for Dansk Forening til Kønssygdommenes Bekæmpelse fra 1913 og for Københavns Venstreforening 1908-11 og medlem af Københavns Borgerrepræsentation 1909-11. Medlem af kontrolkomiteen for forsikringsselskabet Haand i Haand, generalsekretær i Sønderjydsk Fond 1918-22 og fra 1921 bestyrelsesformand i samme.
Ehlers har desuden udrettet et stort arbejde for at udbrede kendskab til Frankrig i Danmark, og han var præsident for den danske afdeling af Alliance Française 1915-22 og derefter æresmedlem. Under 1. verdenskrig engagerede han sig i arbejdet med de mange syge krigsfanger, som opholdt sig i kortere eller længere tid i Danmark. Han var medstifter af den komité, som satte sig for at rejse monumenter til de døde fangers ære, og medstifter i 1921 af foreningen Le Souvenir Francais, hvis formål var – og er – pleje af de etablere grave. Ehlers litterære virksomhed var væsentligst knyttet til prostitutionsspørgsmålet og til spedalskheden. Hans undersøgelser over de danske Sankt Jørgensgårde
(spedalskhedshospitaler) i middelalderen (Bibliotek for Læger, 1898) har blivende betydning.
Ehelers er portrætteret flere gange af kunstmaleren Knud Ove Hilkier.